# Upper Atmosphere Research Satellite
Upper Atmosphere Research Satellite (UARS) er navnet på en satellit til udforskning af Jordens øvre atmosfære, dens primære formål var at undersøge ozonlaget. Satellitten blev sendt ud i rummet af NASA i 1991 med rumfærgen Discovery.

## Nedstyrtning
Den 7. september 2011 annoncerede NASA satellitens forventede nedstyrtning omkring 23. september 2011. Satellitten kan styrte ned et sted i Jordens atmosfære.
Der var forventet ca. et halvt ton satellit ville komme uskadt gennem atmosfæren og ende som rumaffald på Jorden. .
Satellitten styrede ned d. 24. september 2011, men det var uklart i flere dage hvor og hvornår den præcis landede på Jordens overflade. Man mente dele af den var havnet i Stillehavet og muligvis i Canada . NASA har annonceret dens endelige destination i Stillehavet kl 04.01 GMT  .